# 小村-韦贝备忘录
《小村-韦贝备忘录》，（英語：Komura-Weber Memorandum），是1896年5月14日，由日本驻朝鲜公使小村寿太郎与俄国驻朝鲜公使卡尔·伊万诺维奇·韦贝签订。这份协议中日本承认了俄国在朝鲜的驻兵权。